# Канги
Канги или Канки (яп. 寛喜 канги, канки) — девиз правления (нэнго) японского императора Го-Хорикава, использовавшийся с 1229 по 1232 год.

## Продолжительность
Начало и конец эры:
- 5-й день 3-й луны 3-го года Антэй (по юлианскому календарю — 31 марта 1229);
- 2-й день 4-й луны 4-го года Канги (по юлианскому календарю — 23 апреля 1232).

## Происхождение
Название нэнго было заимствовано из классического древнекитайского сочинения История Вэй:「仁興温良、寛興喜楽」.

## События
даты по юлианскому календарю
- 1230 год (12-я луна 2-го года Канги) — Кудзё Ёрицунэ женился на дочери Минамото-но Ёрииэ, которая была на 15 лет его старше[5];
- 1231 год (2-я луна 3-го года Канги) — Ёрицунэ поднялся до 2-го ранга 4-го класса придворной иерархии[5];
- 1231 год (4-я луна 3-го года Канги) — Ёрицунэ поднялся до 1-го ранга 4-го класса[5];
- 1230—1231 год (2—3-й год Канги) — Голод годов Канги (яп. 寛喜の飢饉 канги но кикин), крупнейший за весь период Камакура; голод был вызван чрезвычайно влажной и холодной погодой (летом 1230 года в Центральной Японии выпал снег), связанной с мировой вулканической активностью[6]. Меры правительства не приносили желаемого результата. Свирепствовали мародёры; голодающие с острова Кюсю совершили набег на корейское государство Корё[6]. В чрезвычайных обстоятельствах правительство узаконило в 1231—1239 годах торговлю людьми (детей продавали в обмен на зерно). Эта мера значительно увеличила численность подневольного класса на ближайшие 400 лет[6].

## Сравнительная таблица
Ниже представлена таблица соответствия японского традиционного и европейского летосчисления. В скобках к номеру года японской эры указано название соответствующего года из 60-летнего цикла китайской системы гань-чжи. Японские месяцы традиционно названы лунами.
| 1-й год Канги (Земляной Бык)         | 1-я луна       | 2-я луна*              | 3-я луна* | 4-я луна  | 5-я луна* | 6-я луна* | 7-я луна  | 8-я луна*  | 9-я луна    | 10-я луна              | 11-я луна  | 12-я луна* |                |
| ------------------------------------ | -------------- | ---------------------- | --------- | --------- | --------- | --------- | --------- | ---------- | ----------- | ---------------------- | ---------- | ---------- | -------------- |
| Юлианский календарь                  | 27 января 1229 | 26 февраля             | 27 марта  | 25 апреля | 25 мая    | 23 июня   | 22 июля   | 21 августа | 19 сентября | 19 октября             | 18 ноября  | 18 декабря |                |
| 2-й год Канги (Металлический Тигр)   | 1-я луна       | 1-я луна* (високосная) | 2-я луна  | 3-я луна* | 4-я луна  | 5-я луна* | 6-я луна* | 7-я луна   | 8-я луна*   | 9-я луна               | 10-я луна* | 11-я луна  | 12-я луна      |
| Юлианский календарь                  | 16 января 1230 | 15 февраля             | 16 марта  | 15 апреля | 14 мая    | 13 июня   | 12 июля   | 10 августа | 9 сентября  | 8 октября              | 7 ноября   | 6 декабря  | 5 января 1231  |
| 3-й год Канги (Металлический Кролик) | 1-я луна       | 2-я луна*              | 3-я луна  | 4-я луна* | 5-я луна  | 6-я луна* | 7-я луна* | 8-я луна   | 9-я луна*   | 10-я луна              | 11-я луна* | 12-я луна  |                |
| Юлианский календарь                  | 4 февраля 1231 | 6 марта                | 4 апреля  | 4 мая     | 2 июня    | 2 июля    | 31 июля   | 29 августа | 28 сентября | 27 октября             | 26 ноября  | 25 декабря |                |
| 4-й год Канги (Водяной Дракон)       | 1-я луна       | 2-я луна               | 3-я луна* | 4-я луна  | 5-я луна* | 6-я луна  | 7-я луна* | 8-я луна*  | 9-я луна    | 9-я луна* (високосная) | 10-я луна  | 11-я луна* | 12-я луна      |
| Юлианский календарь                  | 24 января 1232 | 23 февраля             | 24 марта  | 22 апреля | 22 мая    | 20 июня   | 20 июля   | 18 августа | 16 сентября | 16 октября             | 14 ноября  | 14 декабря | 12 января 1233 |

* звёздочкой отмечены короткие месяцы (луны) продолжительностью 29 дней. Остальные месяцы длятся 30 дней.